# Det har jag ångrat tusenfalt
Det har jag ångrat tusenfalt är ett studioalbum från 2004 av Drifters. 

## Låtlista
1. Det har jag ångrat tusenfalt (Björn Alriksson, Jan-Eric Karlzon, Ann Persson)
2. Låt aldrig natten ta slut (Jan-Eric Karlzon)
3. För din skull (Björn Alriksson, Ann Persson)
4. Det finns ingenting att hämta (Blame it on the Bossa Nova) (Barry Mann, Cynthia Weil, Stig Rossner)
5. Kan du förlåta (Z. Martinsson, Britt A. Nilsson)
6. Seven Years (Wolfgang Jass, Wolff-Eckehardt Stein)
7. Nu lifter vindarna (Tommy Gunnarsson, Elisabeth Lord)
8. Ännu en gång (Lars Sigfridsson)
9. Kommer tid, kommer råd (Tommy Gunnarsson, Elisabeth Lord)
10. Kärlekens låga (Lennart Dahlberg, Magnus Ekwall)
11. Ring till mig (Tommy Gunnarsson, Tommy Gunnarsson, Elisabeth Lord)
12. Komm heim (Peter Dahl, Thomas Holmstrand, Linda Jansson, Rudolf Müssig)
13. Jedes Mal wenn du forgehst von mir  (Björn Alriksson, Rudolf Müssig , Ann Persson)

### Fotnoter
1. ↑  ”Ericas och Drifters nya får inte missas”. Aftonbladet. 26 april 2005. http://www.aftonbladet.se/nojesbladet/kronikorer/article10584459.ab. Läst 12 oktober 2014.
2. ↑  ”Det har jag ångrat tusenfalt”. Svensk mediedatabas. 28 februari 2004. http://smdb.kb.se/catalog/id/001431048. Läst 12 oktober 2014.